# Carles Sánchez i Pastor
Carles Sánchez i Pastor (Tortosa, Baix Ebre, 1 de desembre de 1908 - 29 de març de 2010), va ser un periodista català.
Quan tenia vuit anys, la fallida del petit negoci d'oli del seu pare va obligar tot la família a traslladar-se a Barcelona. Allà va cursar els estudis de perit mercantil al Col·legi Comtal dels Germans de les Escoles Cristianes de Barcelona, i fou professor mercantil a l'Escola de Comerç de la mateixa ciutat. Va començar a escriure articles periodístics de ben jove, amb només 15 anys. Concretament redactava articles per a l'Heraldo de Tortosa de les cròniques del Futbol Club Barcelona, que enviava des de Barcelona a Tortosa amb el tren de matinada, i es apareixien publicades els dilluns. És en aquest diari, i també a La Zuda, que Sánchez va començar a escriure els seus primers articles en català. Abans de la Guerra Civil va treballar com a redactor al setmanari Vida Tortosina, una publicació de fort caràcter catalanista, i on Sánchez va començar a escriure articles d'alt contingut polític catalanista, i amb els quals es va mostrar molt interessat en la potenciació i l'ús de la llengua catalana. Abans de la Guerra es va afiliar a Acció Catalana Republicana.
La Guerra Civil espanyola no va aturar la seva tasca periodística. Així, l'any 1937 va iniciar la publicació del periòdic del front Guerra!, que es va començar a imprimir a Andorra (Terol). Més endavant, aquest periòdic va esdevenir l'òrgan de comunicació de la 30a Divisió de l'exèrcit republicà, l'antiga columna Macià-Companys, ara amb el nom de Combate. En finalitzar la guerra, i amb la derrota republicana, es va exiliar durant una mica més de dos anys a França; va poder tornar gràcies a l'aval de la família Mangrané.
Va residir durant molts anys a Cervelló (Baix Llobregat), on va col·laborar amb la revista local El Castell. Als anys 1980 va tornar a Tortosa, on va continuar publicant a diverses revistes locals com ara La Voz del Bajo Ebro, L'Estel, El Punt i La Veu de l'Ebre. El mes de novembre de 2008, el Col·legi de Periodistes de Catalunya a les Terres de l'Ebre li va retre un últim homenatge amb motiu del seu centenari.